# رجل النساء (مسلسل)
رجل النساء (بالإنجليزية: Ladies Man)‏ مسلسل تلفزيوني أمريكي يعتمد على كوميديا الموقف عرض على قناة هيئة الإذاعة الكولومبية من 20 سبتمبر 1999 إلى 27 يونيو 2001 حيث تم تصوير جزأين اثنين فقط بواقع 30 حلقة .

## القصة
تدور أحداث المسلسل حول جيمي ستايلز الرجل الوحيد في عائلة تتكون من النساء وهم والدته، زوجته، ابنته، زوجته السابقة، ووالدة زوجته والذين يعيشون تحت سقف منزل واحد .

## الشخصيات
| الممثل(ة)     | الشخصية      | عدد الحلقات |
| ألفريد مولينا | جيمي ستايلز  | 30          |
| شارون لورينس  | دونا ستايلز  | 30          |
| بيتي وايت     | ميتزي ستايلز | 30          |
| ستيفن روت     | جين          | 30          |
| أليكسا فيغا   | ويندي ستايلز | 29          |
| شونا والدرون  | بوني ستايلز  | 21          |
| بارك أوفراول  | كلير ستايلز  | 9           |
| ديكسي كارتر   | بيتشز        | 9           |
| كالي كوكو     | بوني ستايلز  | 8           |
| جاسمين غاي    | أليغرا       | 3           |
| ------------- | ------------ | ----------- |

## روابط خارجية
- رجل النساء على موقع IMDb (الإنجليزية)
- رجل النساء على موقع روتن توميتوز (الإنجليزية)
- رجل النساء على موقع قاعدة بيانات الفيلم (الإنجليزية)